# Lac Return
Pour les articles homonymes, voir Return.
Le lac Return (en anglais : Return Lake) est un lac américain dans le comté de Tuolumne, en Californie. Il est situé à 3 118 mètres d'altitude au sein de la Yosemite Wilderness, dans le parc national de Yosemite.